# Notorious!
För andra betydelser, se Notorious.

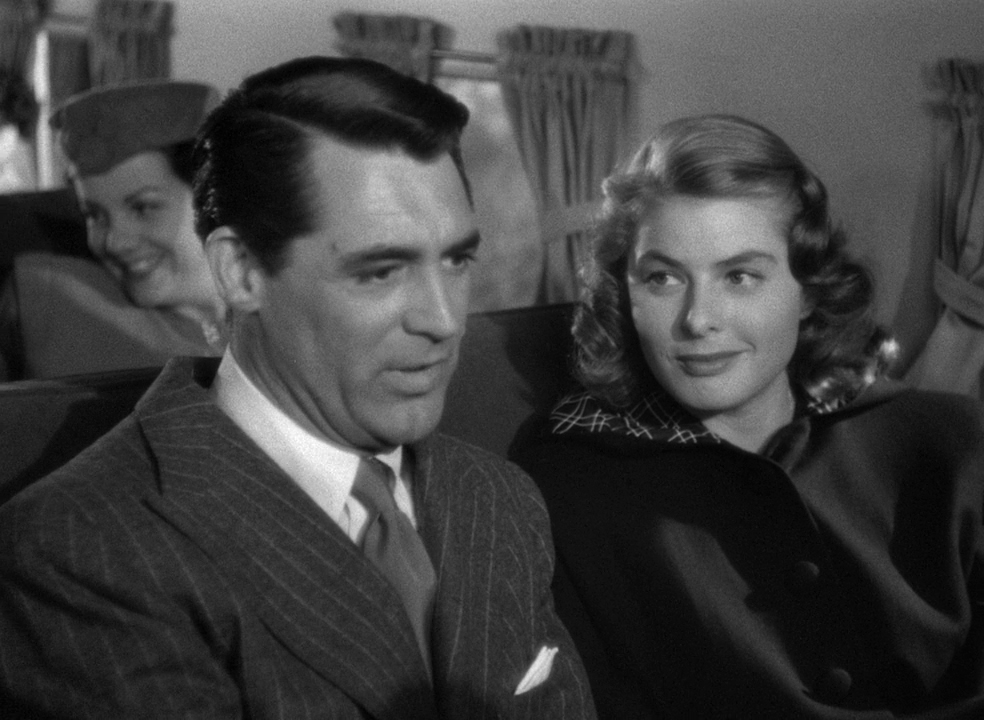
T.R. Devlin (Cary Grant) och Alicia Huberman (Ingrid Bergman).

Notorious! (engelska: Notorious) är en amerikansk spion-film noir från 1946 i regi av Alfred Hitchcock. I huvudrollerna ses Cary Grant och Ingrid Bergman.

## Handling
Efter det att hennes tyske far dömts för förräderi mot USA blir Alicia Huberman (Ingrid Bergman) uppsökt av agenten T.R. Devlin (Cary Grant). Han vill att hon ska spionera på några av hennes fars nazistiska vänner i Sydamerika. Devlin och Huberman börjar få känslor för varandra, men Alicia dras allt djupare in i sitt uppdrag.

## Rollista i urval
- Cary Grant -  T.R. Devlin
- Ingrid Bergman - Alicia Huberman
- Claude Rains - Alexander Sebastian
- Leopoldine Konstantin - Madame Anna Sebastian
- Louis Calhern - kapten Paul Prescott
- Reinhold Schünzel - doktor Anderson
- Moroni Olsen - Walter Beardsley
- Ivan Triesault - Eric Mathis
- Alexis Minotis - Joseph, Sebastians butler
- Wally Brown - Mr. Hopkins
- Sir Charles Mendl - Commodore
- Ricardo Costa - doktor Julio Barbosa
- Eberhard Krumschmidt - Emil Hupka
- Fay Baker - Ethel
- Peter von Zerneck - Wilhelm Rossner
- Friedrich von Ledebur - Knerr

## Eftermäle
Notorious är utsedd till en av de hundra bästa filmerna genom tiderna av tidskriften Time.